# Анджело Францозі
Анджело Францозі (італ. Angelo Franzosi, 7 листопада 1921, Мілан — 8 лютого 2010, Мілан) — італійський футболіст, що грав на позиції воротаря. По завершенні ігрової кар'єри — тренер.
Виступав, зокрема, за клуби «Амброзіана-Інтер», «Інтернаціонале» та «Дженоа», а також національну збірну Італії.

## Клубна кар'єра
Народився 7 листопада 1921 року в Мілані. Вихованець юнацьких команд місцевих клубів «Аузонія 1931» та «Амброзіана-Інтер».
У дорослому футболі дебютував 1937 року виступами за команду «Діац Мілано», в якій провів чотири сезони, після чого 1941 року перейшов до основної команди  «Амброзіани-Інтера». З 1945 року команда продовжила виступи під назвою «Інтернаціонале». Був основним воротарем «Інтера» до 1951 року.
Згодом протягом п'яти сезонів захищав кольори «Дженоа», а завершував ігрову кар'єру у команді «Лекко», за яку виступав протягом 1956—1957 років.

## Виступи за збірну
1947 року дебютував в офіційних матчах у складі національної збірної Італії. А за два роки провів свою другу і останню гру за національну команду.

## Кар'єра тренера
Перший досвід тренерської роботи отримав, граючи у сезоні 1956/57 за «Лекко», де був граючим тренером.
Згодом тренував нижчолігові команди, а 1960 року став помічником головного тренера «Алессандрії», а в сезоні 1963/64 очолював тренерський штаб цієї команди.
Працював тренером до кінця 1970-х, встигнувши за цей час зокрема потренувати «Про Верчеллі» і «П'яченцу».
Помер 8 лютого 2010 року на 89-му році життя в рідному Мілані.
| Дата      | Місто     | Господарі | Результат | Гості   | Турнір                             | Голи | Примітки |
| --------- | --------- | --------- | --------- | ------- | ---------------------------------- | ---- | -------- |
| 9-11-1947 | Відень    | Австрія   | 5 – 1     | Італія  | товариський матч                   | -2   |          |
| 22-5-1949 | Флоренція | Італія    | 3 – 1     | Австрія | Кубок Центральної Європи 1948—1953 | -1   |          |
| Усього    |           | Матчів    | 2         |         | Голів                              | -3   |          |